# Kebbi
Kebbi är en delstat i nordvästra Nigeria, gränsande till både Benin och Niger i väst. Den var fram till 1991 en del av Sokoto, men bildade därefter en egen delstat.
Nigerfloden rinner genom den södra delen av Kebbi, från nordväst till sydost. Jordbruk är den viktigaste näringsgrenen, och de viktigaste produkterna är jordnötter, bomull och ris. Till lokal förbrukning odlas även hirs, sorghum och lök. Djurhållning är också viktig.